# Kamienista Szczelina
Kamienista Szczelina – jaskinia w Dolinie Kościeliskiej w Tatrach Zachodnich. Ma dwa otwory wejściowe znajdujące się w południowym stoku kotła Zadnie Kamienne, w Lodowej Baszcie, poniżej Jaskini Zawaliskowej w Szerokiem, w pobliżu Jaskini Lodowej w Ciemniaku, na wysokościach 1817 i 1820 metrów n.p.m. Długość jaskini wynosi 10 metrów, a jej deniwelacja 3 metry.

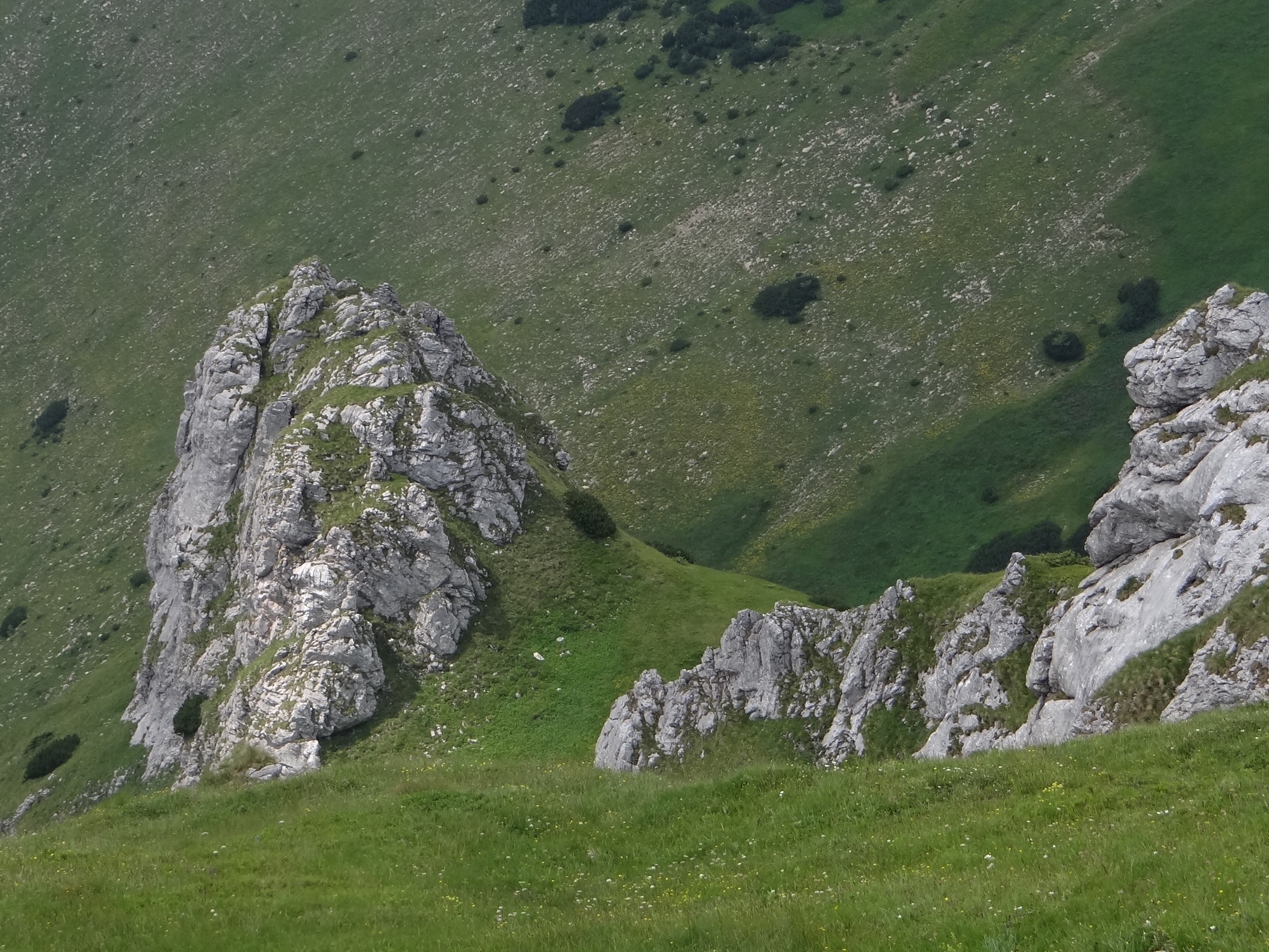
Na lewo Lodowa Baszta

## Opis jaskini
Jaskinię stanowi korytarz zaczynający się w niewielkim dolnym otworze, który po paru metrach staje się ciasny, idzie do góry do 1,5-metrowego progu, a następnie doprowadza do górnego otworu.

## Przyroda
W jaskini brak jest nacieków. Ściany są suche. Flora i fauna nie była badana.

## Historia odkryć
Brak jest danych o odkrywcach jaskini. Jej pierwszy plan i opis  R. M. Kardaś przy współpracy A. Gruzy i H. Hercman w 1979 roku.